# Міністерство оборони Молдови
Міністерство оборони Молдови (рум. Ministerul Apărării al Republicii Moldova) – орган виконавчої влади, який відповідальний за організацію і забезпечення національної оборони в Молдові.
Міністерство оборони було створене в 1991 році, після отримання Молдовою незалежності від Радянського Союзу. Організаційна структура Міністерства оборони включає Генеральний штаб, штаб збройних сил, армійські корпуси та окремі військові підрозділи.
Основним завданням Міністерства оборони є забезпечення захисту країни, територіальної цілісності та суверенітету Молдови, а також військова підтримка в разі надзвичайних та критичних ситуаціях.

## Діяльність
Міністерство оборони здійснює управління центральним спеціалізованим суспільним надбанням через Центральний апарат міністерства, а політико-військове керівництво Національної армії — через Генеральний штаб. З моменту встановлення в державі надзвичайного стану, облоги або війни Міністерство як державний орган здійснює всі заходи політичного, законодавчого (правового), технічного, матеріального і фінансового страхування, підготовки й соціального захисту особового складу, спрямовані на виконання військових завдань, покладених на рахунок Національної армії Президентом Республіки Молдова — Верховним головнокомандувачем Збройних Сил.
Міністерство оборони очолює міністр оборони, який призначається Президентом Республіки Молдова, в порядку, встановленому законодавством. Міністр оборони відповідає за всю діяльність міністерства перед урядом, а як член уряду — ще й перед парламентом. При цьому через начальника Генерального штабу національної армії, командувача Національною армією, призначеного і звільненого з посади за поданням міністра оборони, указом Президента Республіки Молдова — Верховного головнокомандувача збройними силами, міністр оборони керує діяльністю Національної армії, маючи компетенцію над будь-яким її підрозділом.

## Структура
- Кабінет Міністра оборони
- Господарсько-фінансовий директорат
- Секретаріат та Управління внутрішнього управління
- Юридичний департамент
- Дирекція з управління персоналом
- Директорат оборонної політики та оборонного планування
- Дирекція генеральної інспекції
- Служба зв'язків з громадськістю